# 진원

진원과 진앙의 모식도.

진원(震源, Hypocenter 혹은 Hypocentre)은 지구 내부에서 지진 혹은 지하 핵폭발이 최초로 발생한 지점을 뜻한다. 지진학에서는 초점(Focus)와 동의어로 사용한다. 진원거리는 진원과 관측 지점 사이의 거리를 의미한다. 또한 진원 깊이는 지표에서 진원까지의 깊이를 의미한다.
지진의 진원이란 암석에 축적된 변형 에너지가 처음으로 방출되는 위치로 단층이 파열되기 시작한 지하의 한 점이다. 단층 파열은 진원지(진앙) 바로 아래에서 일어나며, 진앙과 진원과의 거리, 즉 진원의 깊이를 "진원 깊이" 혹은 "발생 깊이"라고 한다. 진원은 단층이 움직인 지역인 진원역 중에서 최초로 움직인 위치를 의미한 것으로 진원이 반드시 진원역의 중심에 해당하는 것은 아니다.

## 진원과 진원역
단층 파괴는 진원이 되는 지점 1곳에서만 일어나는 곳이 아니므로 단층이 처음으로 파괴되는 지점을 진원, 단층이 파괴된 영역을 진원역(震源域)이라고 부른다. 기본적으로 지진의 규모가 커질수록 진원역의 크기도 커진다. 규모 M8을 넘는 거대지진의 경우 진원역의 길이가 수백 km가 넘기도 한다. 예를 들어 규모 M9.1이었던 도호쿠 지방 태평양 해역 지진의 경우 진원역은 이와테현 해역에서 이바라키현 해역까지 동서 200 km, 남북 500 km 길이 영역으로 광범위하다. 따라서 여진의 여진역도 한 점이 아닌 일정한 영역에 가깝다. 지진학에서는 진원역이 사실상 단층이 움직인 면적과 동의어이다.

## 진원 파악 방법
서로 다른 지진 관측소 세 곳을 이용하여 진원을 파악할 수 있다. 지진파의 파동은 진앙으로부터 가장 가까운 관측소에 가장 먼저 도달하고, 속도가 다른 P파와 S파의 도달 시간의 차이로부터 관측소의 지진계에서 진원과의 거리를 파악할 수 있다. 처음에는 속도가 빠른 P파가 먼저 기록되고 그 다음으로 상대적으로 느린 S파가 기록되는데, 진원에서 가까운 관측소일수록 P파와 S파가 기록된 시간 차이(S-P시간)가 짧아진다. 즉 P파와 S파의 속도차이에 따른 S-P시간은 관측소에서 얼마만큼 떨어진 곳에서 지진이 발생하였는지 알려 줄 수 있다.
여기서 최소한 3개의 관측소에 대한 진원 거리를 알고 나면 진원의 위치를 추정할 수 있다. 각각의 지진 관측소에서 진원 거리를 반지름으로 하는 동심원을 그려 세 개의 원이 교차하는 지점을 지진의 진원이라고 할 수 있다.

## 같이 보기
- 진앙
- 그라운드 제로